# Dům čp. 4 (Bubeneč)
Dům čp. 4 (Kocínovský dvorec) v Bubenči v Praze je zaniklý dům a hospodářský dvůr, který stál v centru obce na bývalé návsi západně od kostela svatého Gottharda. V letech 1958–1973 byl chráněn jako nemovitá kulturní památka České republiky.

## Historie
Původně na tomto místě stál raně barokní hospodářský dvůr, jehož nejstarším známým majitelem byl Jan Kocín z Kocinétu. Po něm získal dvůr v 17. století jméno „Kocínovský dvorec“. V něm byl mimo jiné šafářův domek, stáje a seník. Areál měl během let mnoho vlastníků. Po roce 1845 byl zásadním způsobem přestavěn na obytný dům, který v roce 1857 koupil Rudolf Herget, majitel bubenečské cihelny.
Po roce 1948 areál chátral a roku 1975 byl zbořen. Na jeho místě a na místě sousedního bývalého hospodářského dvora čp. 5 byla postavena škola pro sovětské (ruské) velvyslanectví.

## Popis
Dvojkřídlý nárožní dům byl zčásti patrový, zčásti přízemní. Jižní křídlo mělo klasicistní původ, východní pocházelo z doby po polovině 19. století.